# 33 жизни
«33 жизни» — седьмой студийный альбом группы «Мастер». Записан на студии «Мастер-Рекордс» в 2004 году. Обложка для альбома нарисована художником Андреем Барковым (Grimmy bro) по мотивам рисунка Алексея Страйка. Презентация альбома состоялась 11 декабря 2004 года в СДК МАИ.

## История создания

### Событийный контекст
У группы продолжает меняться состав: Михаила Серышева сменил новый вокалист Lexx, с которым группа записывает новый альбом «Лабиринт», вышедший в 2000 году. В январе 2001 года Леонида Фомина сменяет гитарист Алексей Юфкин («Страйк»), а в ноябре на место Олега Милованова приходит барабанщик Александр Карпухин.

### Запись альбома «33 жизни»
В интервью журналу «Драйв», отвечая на вопрос об энергетике песен группы, Алик Грановский дал одну из возможных версий, почему для альбома было выбрано название «33 жизни»:

… Вообще, ни в одной песне «Мастера» не присутствуют тёмные силы, мы категорически против них. Борьба добра со злом, да. Наоборот — позитив. Вот, что такое «33 жизни»? Христу было 33 года, например… — Алик Грановский 
В другом интервью, взятом у Грановского и Страйка в 2006 году, корреспондент «Dark City» задал вопрос о том, планируют ли музыканты выпускать какие-нибудь DVD, на что последовал положительный ответ.

Страйк: Мы планируем издать запись своего концерта 11 декабря 2004 года в СДК МАИ, с презентации альбома «33 жизни». Также на диск войдут всякие бонусы, клипы и прочее…

Алик: Да, уже фактически всё готово.

- В качестве бонусов какие-нибудь видеофрагменты акустической программы будут?

Страйк: Там будут разные совершенно фрагменты. Пока просто не хочется раскрывать все секреты.

Алик: Можем сказать, что там будут ещё небольшие интервью с нами — и даже со старыми участниками; так что, надеюсь, это будет интересно.— «Мастер» (интервью в журнале «Dark City», 2006 год)

## Список композиций
| №  | Название                  | Текст песни       | Музыка          | Длительность |
| -- | ------------------------- | ----------------- | --------------- | ------------ |
| 1. | «Игра»                    | Алексей Страйк    | Страйк          | 3:49         |
| 2. | «Мастер скорбных дел»     | Маргарита Пушкина | Страйк          | 3:59         |
| 3. | «Вера горит на кострах»   | Страйк            | Страйк          | 5:03         |
| 4. | «33 жизни»                | Пушкина           | Алик Грановский | 3:56         |
| 5. | «Экспресс»                | Пушкина           | Грановский      | 4:06         |
| 6. | «Глоток огня»             | Страйк            | Страйк          | 3:08         |
| 7. | «Война миров» (соло, бас) | —                 | Грановский      | 1:36         |
| 8. | «Heavy ламбада»           | Пушкина           | Грановский      | 3:20         |
| 9. | «Снежный охотник»         | Пушкина           | Грановский      | 3:38         |

Бонус-треки
| №   | Название          | Текст песни    | Музыка                     | Длительность |
| --- | ----------------- | -------------- | -------------------------- | ------------ |
| 10. | «Drum-парад»      | —              | —                          | 1:55         |
| 11. | «Стихия»          | Сергей Жариков | Андрей Лебедев, Грановский | 4:10         |
| 12. | «С уважением»     |                |                            | 2:04         |
| 13. | «XXI»             |                |                            | 0:06         |
| 14. | «Intro»           |                |                            | 1:15         |
| 15. | «Дети подземелья» | Пушкина        | Грановский                 | 3:54         |

## Участники записи
- Алексей Кравченко «LEXX» — вокал.
- Алексей Страйк — гитара.
- Алик Грановский — бас-гитара.
- Александр Карпухин — ударные.

## Интересные факты
- Песня «Вера горит на кострах» является аллюзией на печальную судьбу Жанны д’Арк, национальной героини Франции, которая была сожжена на костре как еретичка, а впоследствии реабилитирована и канонизирована Католической церковью как святая.
- Песня «Стихия» изначально исполнялась группой «Смещение» (1981 год). Эта группа была первым профессиональным коллективом, которую основали Алик Грановский и гитарист Андрей «Крустер» Лебедев.
- В 2005 году издательства «Нота-Р» и «АНТАО» выпустили в поддержку диска сборник всех текстов альбома «33 жизни» в мягкой обложке с прилагающимся постером группы[6].
- В 2008 году заглавный трек альбома — баллада «33 жизни» — был включён в сборник «Рок-прицел № 1» (CD-Maximum), в который вошли композиции различных отечественных рок-исполнителей, ранее звучавшие в эфире программы «Рок-прицел»[7].
- Песня «Мастер скорбных дел» в версии с изначальным текстом, не вошедшим в альбом, была записана бонус-треком под названием «Мастерская снов» для дебютного альбома «Иди на свет» (2024) группы «Воля и разум», состоящий из бывших музыкантов «Мастера» — гитаристов Алексея Страйка, Андрея Большакова и вокалиста Михаила Серышева[8].

## Видеоальбом «33 жизни»
Все тексты написаны Маргаритой Пушкиной, кроме отмеченных, вся музыка написана Аликом Грановским, кроме отмеченных.
| №   | Название                | Текст песни    | Музыка                     | Длительность |
| --- | ----------------------- | -------------- | -------------------------- | ------------ |
| 1.  | «Игра»                  | Алексей Страйк | Страйк                     |              |
| 2.  | «Мастер скорбных дел»   |                | Страйк                     |              |
| 3.  | «Вера горит на кострах» | Страйк         | Страйк                     |              |
| 4.  | «33 жизни»              |                |                            |              |
| 5.  | «Глоток огня»           | Страйк         | Страйк                     |              |
| 6.  | «Кресты»                |                |                            |              |
| 7.  | «Только ты сам»         | Сергей Попов   |                            |              |
| 8.  | «Снежный охотник»       |                |                            |              |
| 9.  | «Heavy ламбада»         |                |                            |              |
| 10. | «Экспресс»              |                |                            |              |
| 11. | «Стихия»                | Сергей Жариков | Андрей Лебедев, Грановский |              |
| 12. | «Тату»                  |                |                            |              |

### Участники концерта
- Алексей «LEXX» Кравченко — вокал.
- Алексей Страйк — гитара.
- Алик Грановский — бас-гитара.
- Александр Карпухин — ударные.
- Генадий Матвеев — клавишные.[9]